# SUNNY SIDE UP (Brian the Sunのアルバム)
『SUNNY SIDE UP』（サニー・サイド・アップ）は、Brian the Sunのメジャー1枚目（通算3枚目）のミニアルバム。2017年7月5日にEpic Records Japanから発売された。

## 概要
前作『パトスとエートス』から約半年ぶり、ミニアルバムとしては『シュレディンガーの猫』以来、約1年8か月ぶりとなる。
テレビアニメ『兄に付ける薬はない!』主題歌となった「Sunny side up」、テレビアニメ『ねこねこ日本史』エンディングテーマとなった「ねこの居る風景」など、全5曲を収録。
それまでは10代のときに作った曲をアルバムに収録するパターンが多かったが、本作はすべてメジャー・デビュー以降に作った曲が収録されている。
通常盤、初回生産限定盤の2形態でリリースされた。

## 収録曲
全作詞・作曲∶森良太

### CD
1. 隼 [2:39]
  - TBS系テレビ『ランク王国』8月・9月オープニングテーマ
  - 楽曲のBPMは250で、Brian the Sunの全楽曲の中で最速のテンポである。
2. Sunny side up [3:20]
  - テレビアニメ『兄に付ける薬はない!』主題歌
3. 光 [3:25]
4. 天国 [6:20]
  - 曲中のヴァイオリンとオルガンの音はエフェクターを使ってギターで弾いている。
5. ねこの居る風景 (ねこねこ日本史 version) [2:21]
  - テレビアニメ『ねこねこ日本史』エンディングテーマ

### DVD（初回生産限定盤のみ）
1. パトスとエートス (Music Video)
2. パトスとエートス (Music Video メイキング)
3. Sunny side up (Music Video)
4. ねこの居る風景 (ねこねこ日本史 version) (Music Video)